# Greifswalder Experimentalfilmzirkel

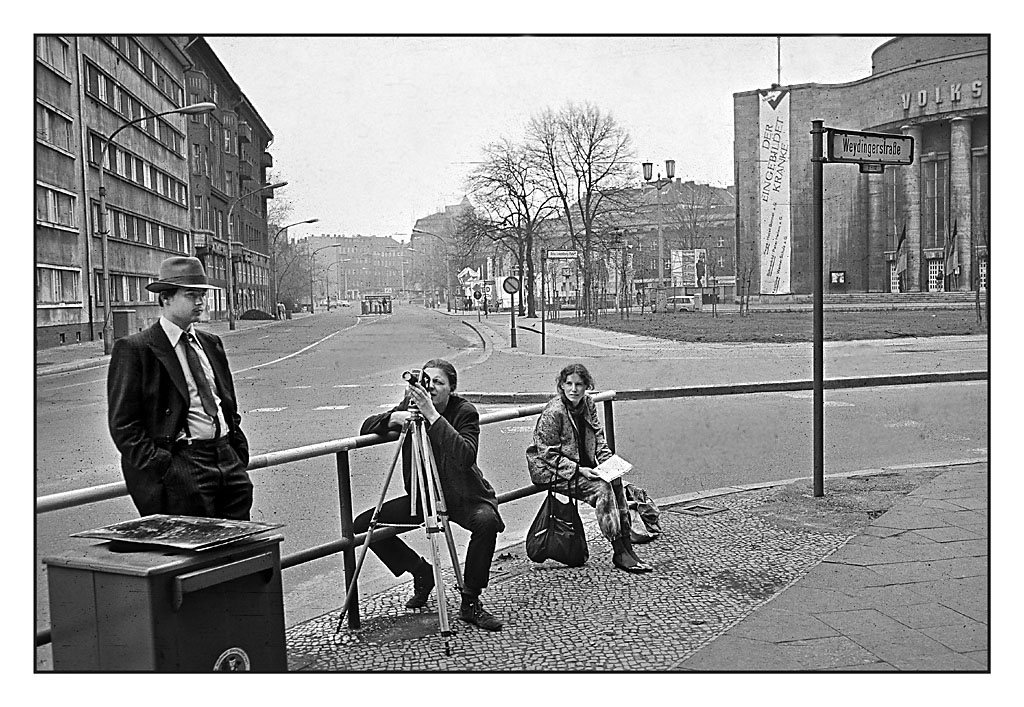
Filmaufnahmen durch den Greifswalder Experimentalfilmzirkel, an der Kamera Thomas Frick

Der Greifswalder Experimentalfilmzirkel (GEZ) war eine 1985 von Thomas Frick und Robert Conrad gegründete regionale Künstlergruppe. Sie bestand bis 1989 und hatte ihren Sitz in Greifswald.

## Geschichte

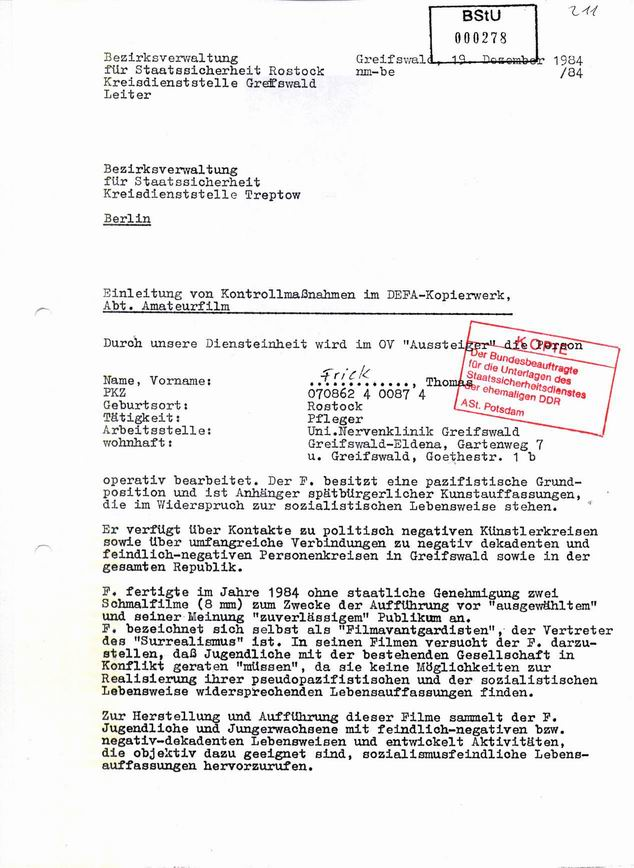
MfS-Dokument zu Thomas Frick, 1984

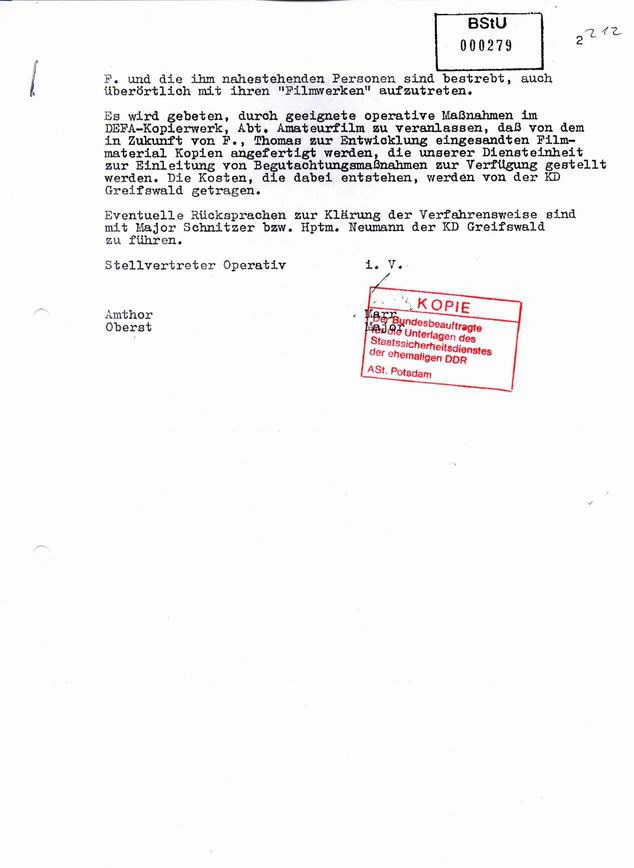
MfS-Dokument zu Thomas Frick, 1984

Der Greifswalder Schmalfilmamateur Thomas Frick und der Bauhistoriker und spätere Fotograf Robert Conrad taten sich 1983 zunächst unter dem Namen Runkel-Film AG zusammen. Am 31. Oktober 1985 führte dies zur Gründung des GEZ unter dem Schutz des Stadtkabinetts für Kulturarbeit im Greifswalder St. Spiritus. Anlass waren die Repressionen des Ministeriums für Staatssicherheit gegenüber Thomas Frick und Robert Conrad.
Weitere bekannte Künstler in der Gruppe waren der Mail-Art-Künstler und Verleger Lutz Wohlrab, der Lyriker Martin Bernhard, der Maler Oskar Manigk sowie der Schauspieler Manfred Möck.
In den Jahren nach der Gründung entstanden viel diskutierte Filme wie Hausfrauen und Chauffeure. Ein Spaziergang von Robert Conrad (nach der Erzählung von Hermann Broch), Der Ausflug ins Gebirge (nach der Erzählung von Franz Kafka), Das Massaker, Rotkäppchen, Sonnenwende und Der Exhibitionist von Thomas Frick sowie das gemeinsame Ton-Bild-Experiment Türen, das am 16. Januar 1986 im Greifswalder Rubenow-Club in der „Jazz im Gespräch“ - Reihe von Tilo Braune zur Uraufführung kam.
Es entstanden überregionale Kontakte zu Filmkünstlerinnen und Künstlern wie Lutz Dammbeck, Heiner Carow, Fine Kwiatkowski, Christine Schlegel, Cornelia Klauß, Thomas Roesler, Mario Achsnick, Nils Braasch und Claus Löser. Sie führten u. a. zur Teilnahme an Underground-Filmfestivals in Dresden, Berlin, Jena, Rosenwinkel und Potsdam.
Währenddessen wurden die Mitglieder und die Arbeit des GEZ weiter von der Staatssicherheit beobachtet. Zum Beispiel wurden Filme im Auftrag der MfS-Kreisdienststelle Greifswald im Kopierwerk Berlin-Johannisthal für „Begutachtungsmaßnahmen“ kopiert. Der Leiter des Stadtkabinetts für Kulturarbeit war unter dem Decknamen „Erich Fried“ IME (Informeller Mitarbeiter des MfS im besonderen Einsatz). Er berichtete einerseits über die Projekte und Treffen des GEZ, hielt aber auch gleichzeitig seine schützende Hand darüber.
Im November 1986 trafen sich Gäste des GEZ zur ersten eigenen „DDR-offenen Informationsveranstaltung zum Thema Experimentalfilm“ im Greifswalder St. Spiritus. Es war ein als offizielles Kulturevent getarntes Underground-Festival. Weitere Treffen folgten im Mai 1987 und Juni 1988.
Nach weiteren Repressalien des MfS und dem Weggang der meisten Mitglieder aus Greifswald endete die Arbeit des GEZ 1989.

## Rezeption
Über die Geschichte des Greifswalder Experimentalfilmzirkels wurde in zahlreichen Publikationen berichtet. Zum künstlerischen Schaffen des GEZ entstanden später die TV-Dokumentationen Die subversive Kamera von Cornelia Klauß und Super 8 – Das Ende einer Legende von Christian Chytroschek und Jakob Kneser.
Die niederländische Filmwissenschaftlerin Kathleen Lotze schrieb ihre Bachelorarbeit über den GEZ und veröffentlichte 2007 in der Zeitschrift Skrien: tijdschrift voor film en televisie (Amsterdam, 1968–2010) unter dem Titel De anderen uit Greifswald: alternatieve filmpraktijken in de DDR in de jaren tachtig einen vierseitigen Artikel über die Künstlergruppe.
Die Zeitschrift schmalfilm veröffentlichte im Januar 2006 ein ausführliches Interview (von Claus Krönke) mit Thomas Frick über die Arbeit des GEZ.
Die auf Super 8 festgehaltenen Tramptouren in Ungarn, Rumänien und Bulgarien sowie Armenien und Aserbaidschan von Thomas Frick und Robert Conrad wurden später Gegenstand von Buchdokumentationen und Dokumentarfilmen wie Unerkannt durch Freundesland - Verbotene Reisen in das Sowjetreich, Interrail. Die beste Reise meines Lebens und Als die Jeans noch Niethose hieß.
Buchdokumentationen wie Die subversive Kamera und Der Greifswalder Kreis (in Gegenbilder. Filmische Subversion in der DDR 1976–1989. Texte, Bilder, Daten. von Claus -Löser, Karin Fritzsche, Sachbuch, Gerhard Wolf Verlag 1996) befassen sich ebenfalls mit dem Wirken der Gruppe.
Vom 6. bis 27. Januar 1991 zeigte das 6. Festival des Unabhängigen Films Osnabrück eine Retrospektive mit Arbeiten des GEZ.
Am 27. Januar 2007 zeigten die 8. Dresdner Schmalfilmtage eine GEZ - Retrospektive mit Filmen von Thomas Frick, Nils Braasch und Robert Conrad. Zitat:  … Die Anfänge des Greifswalder Filmundergrounds liegen im Jahr 1983, als Thomas Frick, angeregt von Super-8-Filmen des Schweriners Nils Braasch, sich aufmachte, selbst Filme zu drehen. Sein Erstling „Der Ausflug in Gebirge“ nach Franz Kafka entstand im November ’83. Der Film hatte Premiere auf einer nicht genehmigten Party und zog sofort das Interesse der Staatssicherheit auf sich, mit nicht unerheblichen Folgen für seine weitere Arbeit. Das Material seines nächsten Filmprojekts „Das Massaker“ wurde schon bei der Entwicklung von der Stasi beschlagnahmt. … Erst 1987 konnte der Film fertig gestellt werden. Zwischenzeitlich war 1985 der Greifswalder Experimentalfilmzirkel gegründet worden, in dessen Reihen die Stasi auch 2 IMs platziert hatte.